# Raf Vallone
Pour les articles homonymes, voir Valone.
Raf Vallone, nom de scène de Raffaele Vallone, est un acteur, metteur en scène, journaliste, footballeur et résistant italien né le 17 février 1916 à Tropea (Calabre) et mort le 31 octobre 2002 à Rome.

## Biographie
Raffaele Vallone nait à Tropea, dans la province de Vibo Valentia en Calabre, de l'avocat Giovanni Vallone (fils de Raffaele Vallone, notaire à Turin) et de Caterina Mottola, noble dame de la famille des marquis d'Amato et des patriciens de Tropea. En effet, les grands-parents maternels de Raf Vallone étaient le marquis Paolo Mottola d'Amato (1842-1909) et la noble Eleonora Potenzoni-Pelliccia. La famille Mottola d'Amato n'ayant plus d'héritiers masculins après la mort de son oncle Antonio Mottola (1886-1946), Raf aurait dû changer son patronyme en Mottola et s'appeler donc Raf Mottola d'Amato pour pouvoir hériter des titres familiaux mais sa mère refusa.
Bien que né à Tropea, il déménage avec ses parents dans le nord de l'Italie, à Turin, alors qu'il est encore un enfant. Il étudie ensuite la philosophie et la jurisprudence à l'université auprès de professeurs comme Luigi Einaudi, économiste et futur président italien, et Leone Ginzburg. Parallèlement, il commence aussi une carrière sportive dans le football, où il évolue en tant que milieu de terrain au sein du Torino Football Club. Entre 1934 et 1935, il participe avec son équipe au Championnat d'Italie de football et il remporte la Coupe d'Italie en 1936. Deux ans plus tard, en 1938, il parvient de nouveau à la finale de la Coupe d'Italie mais il perd face à la Juventus. Successivement, il entre pendant quelque temps au Novare Calcio (de 1939 à 1940) avant de finalement revenir au Torino Football Club l'année suivante. Il abandonne cependant sa carrière sportive en 1941 au profit de l'activité journalistique.
Il devient alors un fervent journaliste antifasciste, proche des idéaux communistes mais n'adhérant jamais au Parti communiste italien car il reste très critique du stalinisme. Il devient ainsi le rédacteur-en-chef de la section culturelle du journal l'Unità. Par ailleurs, il est également critique cinématographique pour le journal La Stampa.
Acteur exigeant au cinéma comme à la scène, il fait notamment de la pièce de théâtre Vu du pont d'Arthur Miller, une de ses spécialités : il en est plusieurs fois l'interprète, le metteur en scène en Italie comme en France et, bien entendu, l'acteur principal dans son adaptation cinématographique Vu du pont réalisée par Sidney Lumet en 1962.
De la même façon, il a gain de cause afin de ne pas être doublé dans son premier film français, Thérèse Raquin de Marcel Carné et, par la suite, assure lui-même le doublage des versions françaises de la plupart de ses films. Il procède de la même façon pour ses rôles en langue anglaise au cinéma comme à la scène (pièces de théâtre Vu du pont et La Duchesse d'Amalfi de John Webster). 
Raf Vallone a été marié de 1952 jusqu'à son décès avec l'actrice Elena Varzi avec laquelle il a eu trois enfants : Eleonora Vallone (it), actrice, née en 1955, et les jumeaux nés en 1958 : Saverio Vallone (it), acteur et Arabella Vallone, chanteuse.

## Témoignage
Silvia Monfort : « À l'issue de la représentation de Vu du pont, je suis entrée dans sa loge avec le manuscrit de La Duchesse d'Amalfi. Il a lu la pièce en anglais — c'est une chance de lire une œuvre dans la langue d'origine ! —. Elle lui a plu. Alors seulement il s'est soucié du rôle, celui d'un Italien baroudeur, tueur à gages dans un duché qui sent encore la domination espagnole. Il faut le voir en répétition, reprendre une scène pour la dixième fois, tête basse et dans un état de concentration que seul le couple taureau-torero pourrait évoquer. Face à l'adversaire et tout entier face à lui-même, il se place d'emblée dans l'affrontement théâtral qui est notre lot. Alors que le contrat n'était pas signé — juste entre nous une parole —, l'Amérique proposa à Raf Vallone de tourner le premier rôle d'un film longtemps différé. Il a refusé le film, les millions, la gloire, pour venir tenir son rôle au théâtre devant 700 spectateurs chaque soir. Je connais peu d'acteurs qui eussent fait de même. Je l'en remercie publiquement ».

## Filmographie

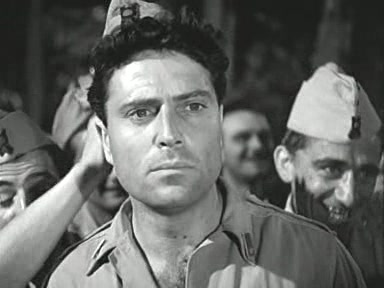
Dans une scène de Riz amer (1949).

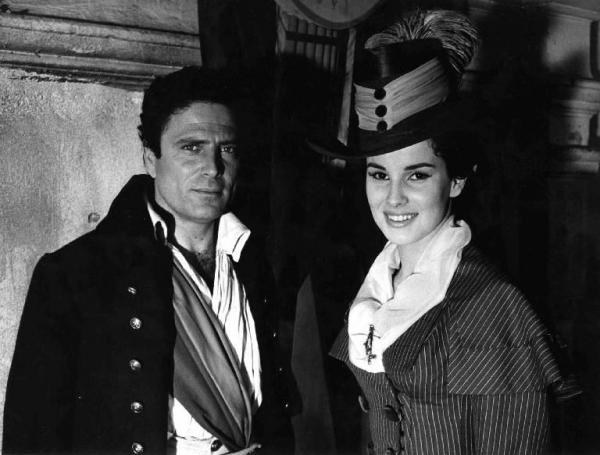
Avec Antonella Lualdi durant le tournage du Souffle de la liberté (1955).

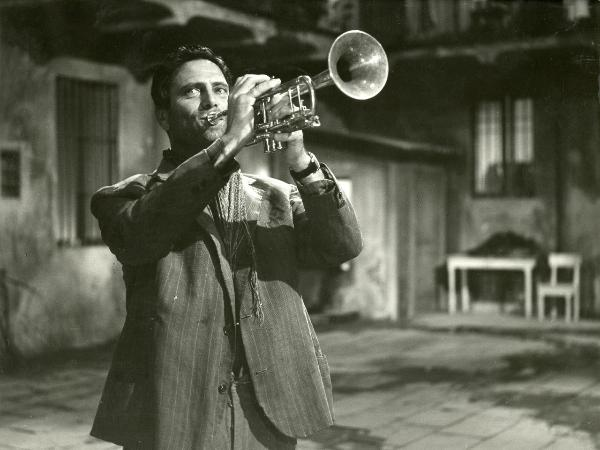
Dans une scène de Flagrant Délit (1960).

- 1942 : Nous, les vivants (Noi vivi) de Goffredo Alessandrini : (non crédité)
- 1949 : Riz amer (Riso amaro) de Giuseppe De Santis : Marco
- 1950 : Cœurs sans frontières (Cuori senza frontiere) de Luigi Zampa
- 1950 : Pâques sanglantes (Non c'è pace tra gli ulivi) de Giuseppe De Santis : Francesco Dominici
- 1950 : Le Christ interdit (Il Cristo proibito) de Curzio Malaparte : Bruno
- 1950 : Le Chemin de l'espérance (Il cammino della speranza) de Pietro Germi : Saro Cammarata
- 1951 : Anna d'Alberto Lattuada : Andrea
- 1951 : Brigade volante (Il bivio) de Fernando Cerchio : Aldo Marchi
- 1952 : Le Chevalier sans loi (Le avventure di Mandrin) de Mario Soldati : Louis Mandrin
- 1952 : Chair inquiète (Carne inquieta) de Silvestro Prestifilippo (it) : Peppe Lamia
- 1952 : Onze heures sonnaient (Roma ore 11) de Giuseppe De Santis : Carlo l'Artiste
- 1952 : L'Emprise du destin (Los ojos dejan huellas) de José Luis Sáenz de Heredia : Martin Jordan
- 1952 : Les Chemises rouges (Camicie rosse) de Francesco Rosi : Giuseppe Garibaldi
- 1953 : Les Héros du dimanche (Gli eroi della domenica) de Mario Camerini : Gino Bardi
- 1953 : Pardonne-moi (Perdonami!) de Mario Costa : Marco Gerace
- 1953 : Thérèse Raquin de Marcel Carné : Laurent
- 1954 : Destinées, film à sketches, épisode Lysistrata de Christian-Jaque : Callias
- 1954 : La Pensionnaire (La spiaggia) d'Alberto Lattuada : Silvio, le maire de Pontorno
- 1954 : Orage (Delirio) de Pierre Billon et Giorgio Capitani : André
- 1954 : Obsession de Jean Delannoy : Aldo Giovanni
- 1954 : Torpilles humaines (Siluri umani) d'Antonio Leonviola et Carlo Lizzani : le commandant Carlo Ferri
- 1955 : Le Signe de Vénus (Il segno di Venere) de Dino Risi : Ignazio Bolognini
- 1956 : Le Secret de sœur Angèle de Léo Joannon : Marcello
- 1956 : Les Possédées de Charles Brabant : Angelo
- 1956 : Le Souffle de la liberté (Andrea Chénier) de Clemente Fracassi : Gérard
- 1956 : Tant que mon cœur battra (de) (Liebe) de Horst Hächler (de) : Andrea Ambaros
- 1957 : Rose (Rose Bernd) de Wolfgang Staudte : Arthur Streckmann
- 1957 : Guendalina de Alberto Lattuada :  Guido (le père)
- 1958 : Le Piège de Charles Brabant : Gino Carsone
- 1958 : La violetera de Luis César Amadori : Fernando
- 1958 : La Vengeance (La venganza) de Juan Antonio Bardem : Luis, dit « El Torcido »
- 1960 : Recours en grâce de László Benedek : Mario Di Donati
- 1960 : La ciociara de Vittorio De Sica : Giovanni
- 1960 : Flagrant Délit (La garçonnière) de Giuseppe De Santis : Alberto Fiorini
- 1961 : Le Cid (El Cid) d'Anthony Mann : le comte Ordóñez
- 1962 : Vu du pont de Sidney Lumet : Eddie Carbone
- 1962 : Phaedra de Jules Dassin : Thanos
- 1963 : Le Cardinal (The Cardinal) d'Otto Preminger : le cardinal Quarenghi
- 1964 : L'Invasion secrète (The Secret invasion) de Roger Corman : Roberto Rocca
- 1965 : Les Plaisirs dangereux (Una voglia da morire) de Duccio Tessari : Le mari d'Eleonora
- 1965 : Harlow, la blonde platine (Harlow) de Gordon Douglas : Marino Bello
- 1966 : Nevada Smith de Henry Hathaway : le père Zaccardi
- 1968 : La esclava del paraíso de José María Elorrieta : Hixxum
- 1968 : Volver a vivir de Mario Camus : Luis Rubio
- 1968 : The Desperate Ones (en) (Más allá de las montañas) d'Alexander Ramati (ru) : Victor
- 1969 : L'or se barre (The Italian Job) de Peter Collinson : Altabani
- 1970 : Ils étaient tous mes fils, téléfilm réalisé par Agnès Delarive d'après la pièce d'Arthur Miller : Joe Keller[3]
- 1970 : Les Canons de Cordoba (Cannon for Cordoba) de Paul Wendkos : Cordoba
- 1970 : La Lettre du Kremlin (The Kremlin Letter) de John Huston : « le faiseur de poupées »
- 1970 : La mort remonte à hier soir (La morte risale a ieri sera) de Duccio Tessari : Amanzio Berzaghi
- 1971 : Dialogue de feu (A Gunfight) de Lamont Johnson : Pedro Alvarez
- 1971 : Simona de Patrick Longchamps : L’oncle de Marcelle
- 1972 : Madigan (épisode : Enquête à Naples) : Delittro
- 1972 : Meurtres au soleil (Un verano para matar) d'Antonio Isasi-Isasmendi : Lazaro Alfredi
- 1973 : Le Visiteur (en) (Catholics)[4], téléfilm de Jack Gold : le père général
- 1974 : La casa della paura de William Rose : M. Dresse
- 1975 : Le Veinard (That Lucky Touch) de Christopher Miles : Général Peruzzi
- 1975 : Rosebud d'Otto Preminger : George Nicolaos
- 1975 : La Guerre des otages (The 'Human' Factor) d'Edward Dmytryk : Dr. Enrico Lupo
- 1976 : Decadenza d'Antonio Maria Magro :
- 1977 : De l'autre côté de minuit (The Other Side of Midnight) de Charles Jarrott : Constantin Demeris
- 1977 : L'Avocat du diable (Des Teufels Advokat) de Guy Green : l'évêque Aurelio
- 1978 : L'Empire du Grec (The Great Tycoon) de J. Lee Thompson : Spyros Tomasis
- 1980 : Retour à Marseille de René Allio : Michel
- 1981 : Le Lion du désert (Lion of the Desert) de Moustapha Akkad : le colonel Diodiece
- 1981 : Une saison de paix à Paris (Sezona mira u Parizu) de Predrag Golubović : le capitaine Miler
- 1982 : V comme vengeance (A Time to Die) de Matt Cimber et Joe Tornatore : Genco Bari
- 1985 : Le Pouvoir du mal (Paradigma) de Krzysztof Zanussi
- 1985 : Christophe Colomb (Cristoforo Colombo), mini-série de 4 épisodes d'Alberto Lattuada
- 1990 : Le Parrain - 3e partie (Mario Puzo's The Godfather : Part III) de Francis Ford Coppola : le Cardinal Lamberto, futur Jean-Paul Ier
- 1999 : Toni de Philomène Esposito : le vieux

## Théâtre

### Metteur en scène
- 1980 : Vu du pont d'Arthur Miller, Théâtre des Célestins : Eddie

### Adaptateur
- 1961 : Le Repos du guerrier de Christiane Rochefort, mise en scène Jean Mercure, Théâtre de Paris

### Comédien

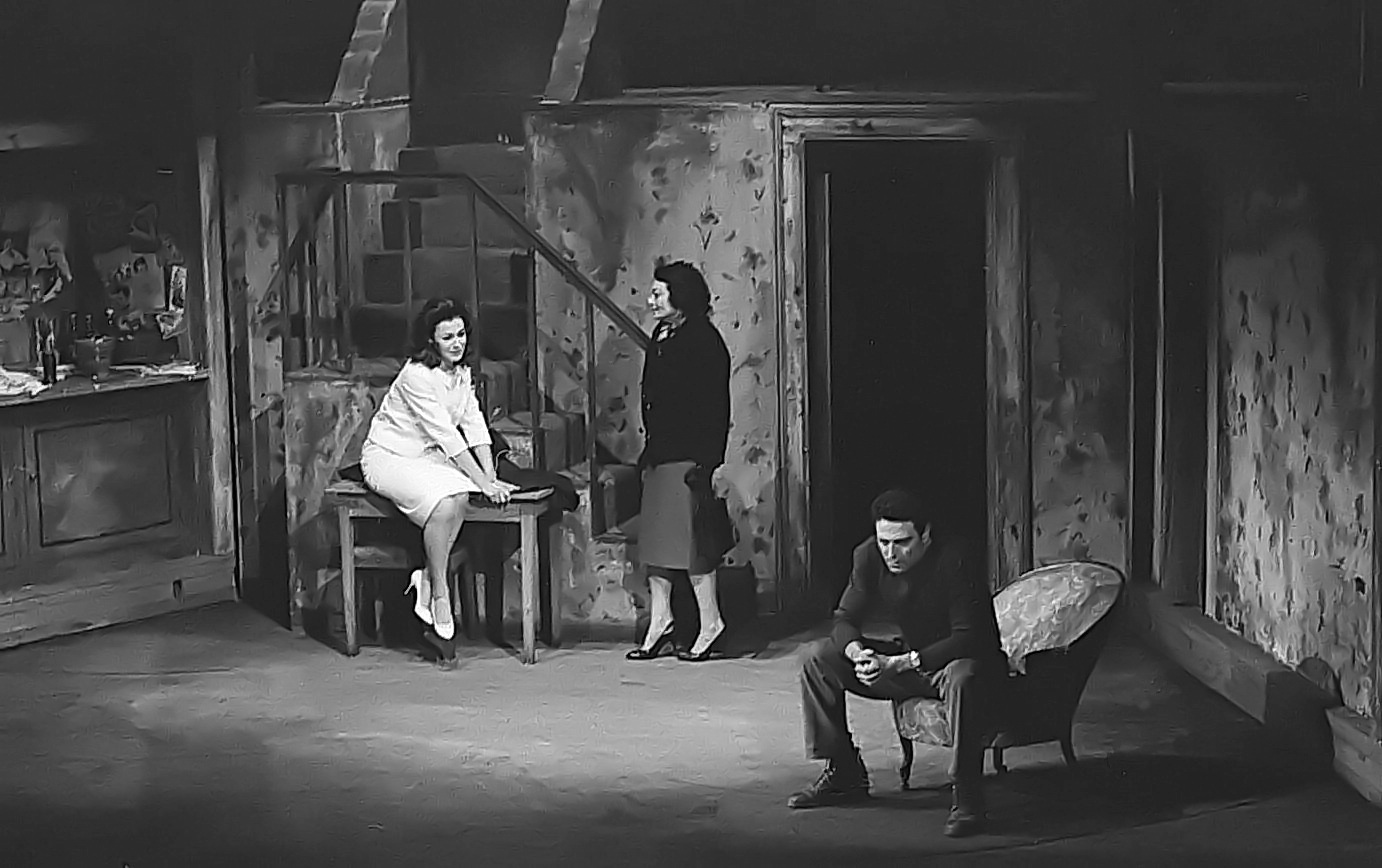
De gauche à droite : Évelyne Dandry (Catherine), Lila Kedrova (Béatrice) et Raf Vallone (Eddie) dans Vu du pont, adaptation de Marcel Aymé d'après Arthur Miller, théâtre Antoine, mars 1958.

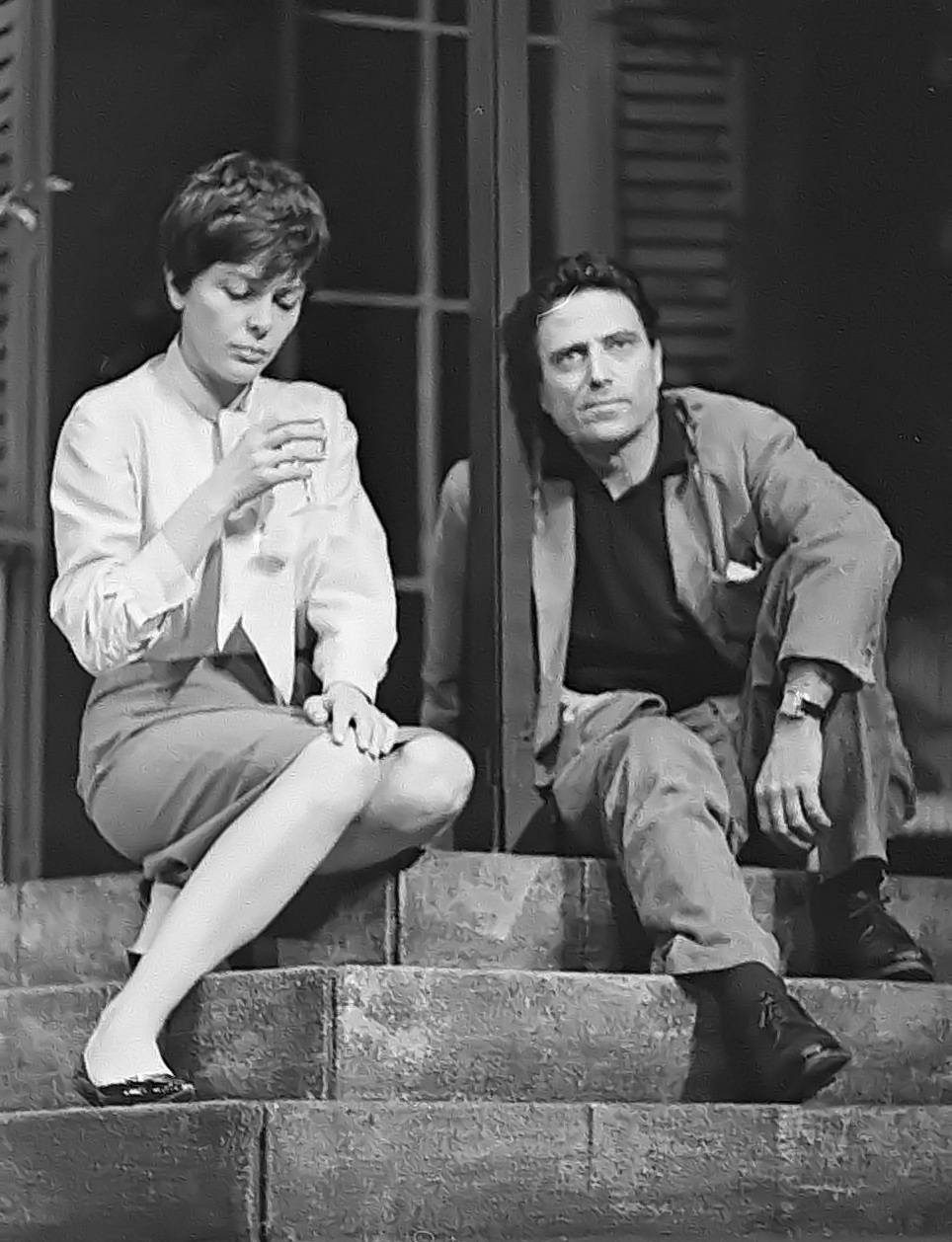
Françoise Prévost et Raf Vallone, dans l'adaptation par Raf Vallone du roman Le Repos du guerrier de Christiane Rochefort, mise en scène de Jean Mercure, théâtre de Paris, novembre 1961.

- 1958 : Vu du pont d'Arthur Miller, mise en scène Peter Brook, Théâtre Antoine : Eddie
- 1961 : Le Repos du guerrier de Christiane Rochefort, mise en scène Jean Mercure, théâtre de Paris : Renaud
- 1973 : Six personnages en quête d'auteur de Luigi Pirandello, mise en scène Julien Bertheau, Centre d'action culturelle de Chelles : le père
- 1980 : Vu du pont d'Arthur Miller, adaptation de Marcel Aymé, mise en scène Raf Vallone, Théâtre des Célestins (Lyon) : Eddie
- 1981 : La Duchesse d'Amalfi de John Webster, mise en scène Adrian Noble, Théâtre Silvia-Monfort : Bosola
- 1989-1990 : Titus Andronicus (Tito Andronico) de William Shakespeare, mise en scène de Peter Stein, création au Centro Teatro Ateneo (Rome, Italie) et Théâtre national de l'Odéon (Paris) : Marco Andronico

## Distinctions
- David di Donatello 1962 : David du meilleur acteur pour Vu du pont